# Maurice Sixto
Maurice Sixto, né le 23 mai 1919 aux Gonaïves, et mort le 12 mai 1984 aux États-Unis, est un professeur de littérature, conteur et humoriste haïtien.

## Famille et biographie
Il est l’arrière-petit-fils de Pompée Valentin Vastey, un des premiers écrivains haïtiens. Il écrivait en créole haïtien et en français.
Il est considéré comme l'un des plus grands humoristes haïtiens avec Théodore Beaubrun dit Langichate. Parmi ses principales œuvres sont souvent cités, : Ti Sentaniz, Gwo Moso, Zabèlbok où il peint la réalité haïtienne.
La Fondation Maurice Sixto qui perpétue son nom a été créée en 2004 pour la promotion de l'éducation et de la culture haïtiennes.